# Меган Монтанер
Меган Монтанер (ісп. Megan Gracia Montaner; нар. 21 серпня, 1987, Уеска, Іспанія) — іспанська акторка та фотомодель.

## Телебачення
- Таємниця Старого Мосту (2011—2012, 2014)
- Гранд-отель (2013)
- 30 срібняків (2021)